# Никос Анастасиадис
Никос Анастасиадис (на гръцки: Νίκος Αναστασιάδης) е кипърски политик, президент на Кипър от 28 февруари 2013 до 28 февруари 2023 г.

## Биография
Той е роден на 27 септември 1946 година в село Пера Педи. Завършва право в Атинския университет и магистърска програма по морско право в Университетски колеж Лондон, след което работи като адвокат.

## Политическа кариера
През 1997 година оглавява дясноцентристката партия Демократически съюз.
През 2013 г. Анастасиадис е избран за президент на втория тур с 53 % от гласовете; преизбран е за втори мандат през 2018 г.